# Грем Кері
Грем Кері (англ. Graham Carey, нар. 20 травня 1989, Бланчардстаун) — ірландський футболіст, півзахисник болгарського клубу ЦСКА (Софія).

## Клубна кар'єра
Народився 20 травня 1989 року в місті Бланчардстаун. Вихованець юнацьких команд футбольних клубів «Шелбурн» та «Селтік». Він дебютував за «кельтів» 17 грудня 2009 року в матчі Ліги Європи проти австрійського «Рапіда» (3:3), втім цей матч так і залишився єдиним у складі цієї команди, через що Грем грав на правах оренди у складі команд «Богеміан», «Сент-Міррен» та «Гаддерсфілд Таун».
8 липня 2011 року Кері знову став гравцем «Сент-Міррена», цього разу на повноцінній основі і 2013 року став з клубом володарем Кубка шотландської ліги. Після цього Кері перейшов до іншої шотландської команди «Росс Каунті», де провів ще два сезони. 
2 липня 2015 року Кері підписав контракт з англійським клубом «Плімут Аргайл». Він забив свій перший гол у своєму дебютному матчі за новий клуб проти «Вімблдона» (2:0) і провів чудовий сезон з 12 голами в 46 іграх, через що був визнаний найкращим гравцем року у команді. Він також включений до складу символічної збірної Другої ліги Англії сезону після 15 голів та 15 передач у всіх турнірах. 2017 року Грем допоміг команді вийти до Першої ліги, де провів ще два сезони. У всіх змаганнях Кері за чотири сезони у клубі зіграв 200 матчів, забив 49 голів та віддав 58 результативних передач.
11 червня 2019 року на правах вільного агента перейшов до ЦСКА (Софія). З командою став володарем Кубка Болгарії 2020/21. Станом на 25 серпня 2021 року відіграв за армійців з Софії 51 матч в національному чемпіонаті.

## Виступи за збірну
Протягом 2009—2010 років залучався до складу молодіжної збірної Ірландії. На молодіжному рівні зіграв у 6 офіційних матчах, забив 1 гол.

## Титули і досягнення
- Володар Кубка шотландської ліги (2):

«Селтік»: 2008/09
«Сент-Міррен»: 2012/13
- Володар Кубка Болгарії (1):

ЦСКА (Софія): 2020/21